# Лопарёвское сельское поселение
Лопарёвское се́льское поселе́ние — муниципальное образование в Галичском районе Костромской области.
Административный центр — посёлок Лопарево.

## История
Лопарёвское сельское поселение образовано 30 декабря 2004 года в соответствии с Законом Костромской области № 237-ЗКО, установлены статус и границы муниципального образования.

## Население
| 2008 | 2010 | 2012 | 2013 | 2014 | 2015 | 2016 |
| ---- | ---- | ---- | ---- | ---- | ---- | ---- |
| 868  | ↘790 | ↘741 | ↘716 | ↘672 | ↘637 | ↘614 |
| 2017 | 2018 | 2019 | 2020 | 2021 |      |      |
| ↘588 | ↘562 | ↘523 | ↘485 | ↘418 |      |      |

## Состав сельского поселения
В состав поселения входят следующие населённые пункты:
| №  | Населённый пункт | Тип населённого пункта          | Население |
| -- | ---------------- | ------------------------------- | --------- |
| 1  | 523 км           | железнодорожная будка           | →0        |
| 2  | 524 км           | железнодорожная казарма         | →4        |
| 3  | Апушкино         | деревня                         | →0        |
| 4  | Болотово         | деревня                         | →1        |
| 5  | Животово         | деревня                         | →0        |
| 6  | Карманово        | деревня                         | ↘6        |
| 7  | Кладово          | деревня                         | →1        |
| 8  | Куземино         | деревня                         | ↘12       |
| 9  | Лопарево         | посёлок, административный центр | ↘663      |
| 10 | Панфилово        | деревня                         | ↘68       |
| 11 | Ратуново         | деревня                         | →1        |
| 12 | Рудино           | деревня                         | →5        |
| 13 | Черницино        | деревня                         | ↗32       |
| 14 | Чертаново        | деревня                         | ↘0        |